# Juana de Ibarbourou
Juana de Ibarbourou, właśc. Juanita Fernández Morales (ur. 8 marca 1892 w Melo, zm. 15 lipca 1979 w Montevideo) – urugwajska poetka.
Była samoukiem. Wyszła za mąż w 1914, a w 1918 wraz z rodziną przeniosła się do Montevideo. Pisała wiersze głównie na temat miłości i przyrody, bogate w zmysłowe opisy i wyrażane prostym językiem. Jej wczesna twórczość, m.in. zbiory Las lenguas de diamente (1919), Raíz salvaje (1922), była pełna szczerości i bezpośredniości, w późniejszej (zbiór Romances del destino z 1954) przeważały motywy smutku i mistycyzmu. W 1950 została przewodniczącą Sociedad Uruguaya de Escritores (związku pisarzy urugwajskich).